# Myrmecophyes geniculatus
Myrmecophyes geniculatus är en insektsart som beskrevs av Reuter 1894. Myrmecophyes geniculatus ingår i släktet Myrmecophyes och familjen ängsskinnbaggar. Inga underarter finns listade i Catalogue of Life.